# 京都工芸繊維大学の人物一覧
京都工芸繊維大学の人物一覧（きょうとこうげいせんいだいがくのじんぶついちらん）は、京都工芸繊維大学に関係する人物の一覧記事。

## 著名な教職員、元教職員

### 研究者・学者
- 西田幾多郎 - 哲学者
- 戸坂潤 - 哲学者
- 中村昌生 - 名誉教授。茶室や数奇屋建築の設計と研究。日本建築学会賞、日本芸術院賞など受賞多数
- 向井寛三郎 - 名誉教授、工芸学部長を歴任。向井正也（神戸大学名誉教授）の父
- 木村俊秀

### 建築
- 武田五一 - 建築家
- 吉武東里 - 建築家、卒業生
- 本野精吾 - 建築家
- 岸和郎 - 建築家、名誉教授
- 木村博昭 - 建築家
- 小嶋一浩 - 建築家
- 米田明 - 建築家
- 城戸崎和佐 - 建築家

### 芸術・デザイン
- 浅井忠 - 画家
- 佐藤啓一 - アメリカ在住のデザイン学者。イリノイ工科大学デザイン大学院名誉教授。元京都工芸繊維大学助教授
- 滝本利一郎 - 作曲家。元朝鮮総督府技手、大分放送編成部長。

## 著名な卒業生

### 政治

#### 現職国会議員
- 司隆史 - 参議院議員

#### 元職国会議員
- 坂元親男 - 元北海道開発庁・沖縄開発庁長官
- 高木音蔵 - 元衆議院議員
- 高木吉之助 - 元衆議院議員
- 西中清 - 元衆議院議員、元聖教新聞記者

#### 知事
- 小野真次 - 元和歌山県知事（1947～1967）、中退
- 小川喜一 - 元栃木県知事

（1955～1959）

#### 市町村長
- 辻宏康 - 和泉市長

### 経済
- 川合尊 - 日本特殊陶業社長
- 喜多伸夫 - ノーザンライツコンピュータ（現サイオス）創業者・社長、サイオステクノロジー社長
- 倉本真祐-東神開発代表取締役社長
- 西澤明洋 - エイトブランディングデザイン代表
- 橋本達吉 - 元京都近鉄百貨店社長
- 冬廣應尚 - イフイング創業者・社長
- 澤邊芳明 - ワントゥーテン創業者・社長（CEO & Founder）
- 義元孝司 - 福井六次産業農業協同組合代表理事組合長

### 研究
- 朝木善次郎 - 工学者、京都大学名誉教授、元三菱マテリアル常勤顧問
- 芦高恵美子 - 生化学者、大阪工業大学教授
- アスリ・チョルパン - 経営学者、京都大学教授、住友ゴム工業監査役、NISSHA取締役、元グルメ杵屋取締役
- 今井美樹 - デザイン学者、大阪工業大学教授
- 今津節生 - 考古学者、奈良大学教授、文化財保存修復学会賞
- 奥野卓司 - 人類学者、山階鳥類研究所所長、京都市動物園学術顧問、京都市美術館学術顧問
- 金山公三 - 工学者、京都大学名誉教授、元産業技術総合研究所木質材料組織制御研究グループ長
- 川端季雄 - 工学者、京都大学名誉教授、英国国際繊維学会名誉会員
- 川道麟太郎 - 建築学者、関西大学教授
- 木川剛志 - 都市計画学者、和歌山大学教授
- 澤田正昭 - 考古学者、奈良国立文化財研究所埋蔵文化財センター長
- 木村俊秀 - 生理学者、静岡県立大学教授
- 嶽山正二郎 - 物理学者、東京大学名誉教授、文部科学大臣表彰科学技術賞
- 杉本末雄 - 工学者、立命館大学名誉教授、測位技術振興会会長
- 高林純示 - 生態学者、京都大学名誉教授
- 竹村和久 - 心理学者、早稲田大学教授
- 田邊優貴子 - 生態学者[1]、元早稲田大学助教
- 寺内信 - 建築学者、大阪工業大学教授
- 中村哲 - 計算機科学者、奈良先端科学技術大学院大学教授
- 新倉弘倫 - 物理学者、早稲田大学教授、日本学術振興会賞
- 西田雅嗣 - 建築史家、京都工芸繊維大学教授
- 橋口浩之 - 工学者、京都大学教授、文部科学大臣表彰科学技術賞
- 引原隆士 - 工学者、京都大学理事・副学長、文部科学大臣賞
- 福原和則 - 建築学者、大阪工業大学教授
- 藤田治彦 - 歴史学者、大阪大学名誉教授
- 本田昌昭 - 建築学者、大阪工業大学教授
- 益岡了 - デザイン学者、大阪工業大学教授
- 松井孝爾 - 生物学者、元日本両棲爬虫類研究所研究部長
- 宮岸幸正 - デザイン学者、大阪工業大学教授
- 丸山俊明 - 歴史学者、びわこ学院大学短期大学部教授
- 森本尚武 - 農林生物学者、元信州大学学長
- 山家京子 - 建築学者、神奈川大学教授
- 山形政昭 - 建築学者、大阪芸術大学教授
- 山崎勝弘 - 歴史学者、奈良女子大学名誉教授
- 山田國廣 - 工学者、京都精華大学名誉教授
- 横山広充 - デザイン学者、大阪工業大学准教授

### その他
- 足助重之 - ゲームクリエイター、任天堂情報開発本部ディレクター、スーパーマリオシリーズ開発者
- 伊谷賢蔵 - 洋画家
- 上田知正 - 建築家、東京造形大学教授
- 小谷純一 - 愛農学園農業高等学校創立者
- サトウサンペイ - 漫画家
- 黒崎彰 - 版画家、京都精華大学名誉教授
- 齋藤篤史 - 建築家
- 猪砂和世 - 声優
- 河野傳 - 建築家、帝国ホテル建設時にフランク・ロイド・ライトに師事。国立駅の駅舎を設計
- 佐藤理 - マルチメディアアーティスト
- 篠崎弘之 - 建築家
- ショウダユキヒロ - 映像作家
- 津田耕 - 版画家
- 徳岡昌克 - 建築家
- 徳吉英雄 - 画家
- 中尾寛 - 建築家、湘南工科大学教授
- 永山美樹 - 建築家
- 吉武東里 - 建築家
- 白井晟一 - 建築家
- 永田祐三 - 建築家、村野藤吾賞、BCS賞
- 水谷正男 - 建築家
- 向井久万 - 画家
- 西濱浩次 - 建築家
- 早瀬昇 - 大阪ボランティア協会理事長
- 有馬裕之 - 建築家
- 野村正樹 - 建築家
- 伊藤赤水 - 陶芸家、人間国宝
- 前田巳之助 - 造園家
- 加藤昭男 - 彫刻家、武蔵野美術大学名誉教授
- 山六郎 - イラストレーター、デザイナー （プラトン社『女性』『苦楽』『演劇・映画』、山六郎賞）
- 高橋寿太郎 - 不動産コンサルタント、神奈川大学教授
- 山本忠司 - 建築家
- 横川隆一 - 建築家
- 吉田イサム - 建築家
- 髙畑貴良志 - 建築家
- 山崎和彦 - デザイナー、武蔵野美術大学教授
- 殿岡康永 - ゲームクリエイター
- 前田育男 - カーデザイナー、マツダ常務
- かきふらい - 漫画家
- 木戸聡彦 - 札幌テレビ放送アナウンサー
- 宮岡絵美 - 詩人
- うえたに夫婦（夫） - イラストレーター
- 大滝瓶太 - 作家
- 岡要平 - スピードキューバー
- 西澤明洋－デザイナー
- 久本駿輔－陸上選手

## 博士号取得者
- 高橋晃 - 元テルモ社長
- 池坊専好 (4代目) - 華道家